# 奥勒·伊韦尔森
奥勒·伊韦尔森（挪威語：Ole Iversen，1884年2月21日—1953年3月9日），生于萨尔普斯堡，挪威男子竞技体操运动员。他曾获得1908年夏季奥运会体操比赛男子团体全能银牌。他于1953年在萨尔普斯堡去世。